# 하드커널
하드커널은 싱글보드 컴퓨터를 개발하는 회사이다. 안드로이드 개발자를 위한 제품인 오드로이드를 판매하고 있다.

## 주요 제품
오드로이드와 같이 쓸수 있는 카메라, LCD, 오드로이드 케이스 등도 함께 판매하고 있다.

### 판매중인 제품
- ODROID-M1
  - ODROID-M1S
- ODROID-XU4
- ODROID-N2
- ODROID-N2+
- ODROID-N2L

### 단종상품
- 오드로이드 : 오드로이드 시리즈의 최초 기기.[2] 게임기의 모습을 하고 있으며 88.9mm(3.5인치) 480×320 터치스크린을 탑재했다.[3]
- 오드로이드-T : 태블릿 PC로, 개발자가 직접 원하는 태블릿 PC를 만들 수 있다.[4]